# Калонжа-да-Сагарра
Кало́нжа-да-Сага́рра (кат. Calonge de Segarra) - муніципалітет, розташований в Автономній області Каталонія, в Іспанії. Код муніципалітету за номенклатурою Інституту статистики Каталонії - 80364. Знаходиться у районі (кумарці) Анойя (коди району - 06 та AI) провінції Барселона, згідно з новою адміністративною реформою перебуватиме у складі Центральної баґарії (округи). 

## Населення
Населення міста (у 2007 р.) становить 205 осіб (з них менше 14 років - 13,2%, від 15 до 64 - 57,6%, понад 65 років - 29,3%). У 2006 р. народжуваність склала 2 особи, смертність - 2 особи, зареєстровано 0 шлюбів. У 2001 р. активне населення становило 74 особи, з них безробітних - 3 особи.

Серед осіб, які проживали на території міста у 2001 р., 192 народилися в Каталонії (з них 148 осіб у тому самому районі, або кумарці), 5 осіб приїхало з інших областей Іспанії, а 0 осіб приїхало з-за кордону. 

Університетську освіту має 9,5% усього населення. 

У 2001 р. нараховувалося 58 домогосподарств (з них 17,2% складалися з однієї особи, 20,7% з двох осіб,20,7% з 3 осіб, 15,5% з 4 осіб, 6,9% з 5 осіб, 10,3% з 6 осіб, 8,6% з 7 осіб, 0% з 8 осіб і 0% з 9 і більше осіб).

Активне населення міста у 2001 р. працювало у таких сферах діяльності : у сільському господарстві - 32,4%, у промисловості - 19,7%, на будівництві - 4,2% і у сфері обслуговування - 43,7%. 

 У муніципалітеті або у власному районі (кумарці) працює 87 осіб, поза районом - 32 особи.

### Безробіття
У 2007 р. нараховувалося 4 безробітних (у 2006 р. - 4 безробітних), з них чоловіки становили 0%, а жінки - 100%.

## Економіка

### Підприємства міста

#### Промислові підприємства
| \| Промислові підприємства міста, за сферою діяльності \| Промислові підприємства міста, за сферою діяльності \| Промислові підприємства міста, за сферою діяльності \| \| Рік \| 2002 р. \| 2001 р. \| \| --------------------------------------------------- \| --------------------------------------------------- \| --------------------------------------------------- \| \| Енергетичні та водні ресурси \| 50% \| 50% \| \| Хімія та метали \| 50% \| 50% \| \| Переробка металів \| 0% \| 0% \| \| Продукти харчування \| 0% \| 0% \| \| Текстиль \| 0% \| 0% \| \| Виробництво меблів, видання \| 0% \| 0% \| \| Інше \| 0% \| 0% \| \| Усього підприємств \| 2 \| 2 \| |         |         |
| Промислові підприємства міста, за сферою діяльності |         |         |
| Рік | 2002 р. | 2001 р. |
| Енергетичні та водні ресурси | 50%     | 50%     |
| Хімія та метали | 50%     | 50%     |
| Переробка металів | 0%      | 0%      |
| Продукти харчування | 0%      | 0%      |
| Текстиль | 0%      | 0%      |
| Виробництво меблів, видання | 0%      | 0%      |
| Інше | 0%      | 0%      |
| Усього підприємств | 2       | 2       |

#### Роздрібна торгівля
| \| Підприємства роздрібної торгівлі міста, за сферою діяльності \| Підприємства роздрібної торгівлі міста, за сферою діяльності \| Підприємства роздрібної торгівлі міста, за сферою діяльності \| \| Рік \| 2002 р. \| 2001 р. \| \| ------------------------------------------------------------ \| ------------------------------------------------------------ \| ------------------------------------------------------------ \| \| Продукти харчування \| 0% \| 0% \| \| Одяг та взуття \| 0% \| 0% \| \| Товари для дому \| 0% \| 0% \| \| Книги та періодичні видання \| 0% \| 0% \| \| Промислова хімічна продукція \| 0% \| 0% \| \| Продукція, пов'язана з транспортними засобами \| 100% \| 100% \| \| Інше \| 0% \| 0% \| \| Усього підприємств \| 2 \| 1 \| |         |         |
| Підприємства роздрібної торгівлі міста, за сферою діяльності |         |         |
| Рік | 2002 р. | 2001 р. |
| Продукти харчування | 0%      | 0%      |
| Одяг та взуття | 0%      | 0%      |
| Товари для дому | 0%      | 0%      |
| Книги та періодичні видання | 0%      | 0%      |
| Промислова хімічна продукція | 0%      | 0%      |
| Продукція, пов'язана з транспортними засобами | 100%    | 100%    |
| Інше | 0%      | 0%      |
| Усього підприємств | 2       | 1       |

#### Сфера послуг
| \| Підприємства міста, що працюють у сфері послуг, за діяльністю \| Підприємства міста, що працюють у сфері послуг, за діяльністю \| Підприємства міста, що працюють у сфері послуг, за діяльністю \| \| Рік \| 2002 р. \| 2001 р. \| \| ------------------------------------------------------------- \| ------------------------------------------------------------- \| ------------------------------------------------------------- \| \| Гуртова торгівля \| 0% \| 0% \| \| Готелі та готельний бізнес \| 42,9% \| 20% \| \| Транспорт та зв'язок \| 0% \| 0% \| \| Посередницькі фінансові послуги \| 0% \| 0% \| \| Послуги підприємствам \| 14,3% \| 20% \| \| Послуги фізичним особам \| 28,6% \| 40% \| \| Нерухомість та ін. \| 14,3% \| 20% \| \| Усього підприємств \| 7 \| 5 \| |         |         |
| Підприємства міста, що працюють у сфері послуг, за діяльністю |         |         |
| Рік | 2002 р. | 2001 р. |
| Гуртова торгівля | 0%      | 0%      |
| Готелі та готельний бізнес | 42,9%   | 20%     |
| Транспорт та зв'язок | 0%      | 0%      |
| Посередницькі фінансові послуги | 0%      | 0%      |
| Послуги підприємствам | 14,3%   | 20%     |
| Послуги фізичним особам | 28,6%   | 40%     |
| Нерухомість та ін. | 14,3%   | 20%     |
| Усього підприємств | 7       | 5       |

## Житловий фонд
У 2001 р. 3,4% усіх родин (домогосподарств) мали житло метражем до 59 м2, 8,6% - від 60 до 89 м2, 24,1% - від 90 до 119 м2 і
63,8% - понад 120 м2.

З усіх будівель у 2001 р. 19,5% було одноповерховими, 51,9% - двоповерховими, 28,6
% - триповерховими, 0% - чотириповерховими, 0% - п'ятиповерховими, 0% - шестиповерховими,
0% - семиповерховими, 0% - з вісьмома та більше поверхами.

## Автопарк
| \| Автомобілі, зареєстровані у місті, за призначенням \| Автомобілі, зареєстровані у місті, за призначенням \| Автомобілі, зареєстровані у місті, за призначенням \| \| Рік \| 2006 р. \| 2005 р. \| \| -------------------------------------------------- \| -------------------------------------------------- \| -------------------------------------------------- \| \| Приватні автомобілі \| 57,6% \| 57,8% \| \| Мотоцикли \| 4% \| 3,1% \| \| Вантажівки \| 30,8% \| 32,3% \| \| Трактори \| 1,5% \| 1,6% \| \| Автобуси та ін. \| 6,1% \| 5,2% \| \| Усього автомобілів \| 198 шт. \| 192 шт. \| |         |         |
| Автомобілі, зареєстровані у місті, за призначенням |         |         |
| Рік | 2006 р. | 2005 р. |
| Приватні автомобілі | 57,6%   | 57,8%   |
| Мотоцикли | 4%      | 3,1%    |
| Вантажівки | 30,8%   | 32,3%   |
| Трактори | 1,5%    | 1,6%    |
| Автобуси та ін. | 6,1%    | 5,2%    |
| Усього автомобілів | 198 шт. | 192 шт. |

## Вживання каталанської мови
У 2001 р. каталанську мову у місті розуміли 99,5% усього населення (у 1996 р. - 99,5%), вміли говорити нею 94,8% (у 1996 р. - 
98,9%), вміли читати 86,6% (у 1996 р. - 90,2%), вміли писати 70,6
% (у 1996 р. - 58,5%). Не розуміли каталанської мови 0,5%.

## Політичні уподобання
У виборах до Парламенту Каталонії у 2006 р. взяло участь 114 осіб (у 2003 р. - 123 особи). Голоси за політичні сили розподілилися таким чином:
| \| Вибори до Парламенту Каталонії \| Вибори до Парламенту Каталонії \| Вибори до Парламенту Каталонії \| \| Рік \| 2006 р. \| 2003 р. \| \| -------------------------------------- \| ------------------------------ \| ------------------------------ \| \| Конвергенція та Єднання (CiU) \| 64% \| 58,5% \| \| Соціалістична партія Каталонії (PSC) \| 4,4% \| 4,1% \| \| Народна партія (PP) \| 5,3% \| 3,3% \| \| Ініціатива за зелену Каталонію (IC) \| 1,8% \| 1,6% \| \| Республіканська лівиця Каталонії (ERC) \| 22,8% \| 32,5% \| \| Громадянська партія (C's) \| 0% \| 0% \| \| Інші \| 1,8% \| 0% \| |         |         |
| Вибори до Парламенту Каталонії |         |         |
| Рік | 2006 р. | 2003 р. |
| Конвергенція та Єднання (CiU) | 64%     | 58,5%   |
| Соціалістична партія Каталонії (PSC) | 4,4%    | 4,1%    |
| Народна партія (PP) | 5,3%    | 3,3%    |
| Ініціатива за зелену Каталонію (IC) | 1,8%    | 1,6%    |
| Республіканська лівиця Каталонії (ERC) | 22,8%   | 32,5%   |
| Громадянська партія (C's) | 0%      | 0%      |
| Інші | 1,8%    | 0%      |